# Socorro (Surigao del Norte)
Socorro ist eine philippinische Stadtgemeinde in der Provinz Surigao del Norte. Sie umfasst die Insel Bucas Grande im Osten der Philippinen, die zwischen Mindanao und Siargao liegt. Socorro hat 22.314 Einwohner (Zensus 1. August 2015). Die Gemeinde liegt im Naturschutzgebiet Siargao Islands Protected Landscape and Seascape. 

## Baranggays
Socorro ist administrativ in 14 Baranggays unterteilt:
- Albino Taruc
- Del Pilar
- Helene
- Honrado
- Navarro (Poblacion)
- Nueva Estrella
- Pamosaingan (früher Gardeña und Teil von Del Carmen)
- Rizal (Poblacion)
- Salog
- San Roque
- Santa Cruz
- Sering
- Songkoy
- Sudlon